# Armored Core: Formula Front
Armored Core: Formula Front (アーマード・コア フォーミュラフロント?, Āmādo Koa: Fōmyura Furonto) è un videogioco pubblicato dalla Agetec nel 2004 per PlayStation 2 e PlayStation Portable, parte della serie di videogiochi Armored Core.